# N'Guyakro
N’Guyakro est une localité du centre de la Côte d'Ivoire et appartenant au département de Didiévi, dans la Région des Lacs. La localité de N’Guyakro est un chef-lieu de commune.